# Boursinidia melanoleuca
Boursinidia melanoleuca là một loài bướm đêm trong họ Noctuidae.